# Cofradía de la Soledad (Jaén)
La Pontificia y Real Cofradía del Santísimo Cristo Yacente y Siervos de Nuestra Señora de la Soledad es una cofradía de la Semana Santa de Jaén que realiza su estación de penitencia en la tarde del Viernes Santo. Constituye la segunda cofradía pasionista más antigua de la ciudad, siendo la fecha de su erección canónica el 11 de julio de 1556. Actualmente tiene como sede la Basílica de San Ildefonso (Jaén).

## Historia
El domingo 11 de julio de 1556 el obispo de Jaén, Diego Tavera Ponce de León, aprobó los estatutos de la Cofradía y Hermandad de la Transfixión y Soledad de la Madre de Dios. Se fundó en el monasterio de Nuestra Señora de la Coronada de los Padres Carmelitas Descalzos, situado extramuros de la ciudad. La Soledad realizaba sus procesiones en el campo, lo que creó graves problemas entre los cofrades y miembros de la comunidad carmelita. Tanto fue así que en 1579 la cofradía volvió del campo a la ciudad, pero no al convento de los carmelitas sino al convento de la Santísima Trinidad. Los frailes defendieron sus derechos y consiguieron a cambio la creación de la cofradía del Santo Sepulcro. Trasladándose entre 1581 y 1584 al Real Convento de San Francisco de Asís, donde llegaron a tener capilla propia desde 1675 gracias a la herencia de Ana María Martínez Domedel. Entre 1727 y 1728 el papa Benedicto XIII otorgó diversos privilegios a los cofrades. Durante este siglo se comenzó a llamar cofradía de Nuestra Señora de la Soledad y Entierro de Cristo. 

Escudo del papa Benedicto XIII.

La crisis originada por la Guerra de Sucesión hizo que en el primer cuarto del siglo XVIII las Cofradías entraran en crisis. Muchas de ellas desaparecieron, mientras que la de la Soledad se fusionó con la Cofradía de la Vera Cruz, con la que compartía sede en el convento franciscano. La situación durante el siglo XIX fue deteriorándose ya que las invasiones napoleónicas causaron una pérdida muy importante de su patrimonio, y la desamortización de Mendizábal ocasionó la enajenación de su sede, pasando a la Iglesia de San Ildefonso y algunas de sus imágenes se entregaron a la ermita de San Clemente.
En 1940 se reorganiza la cofradía, separándose de la Congregación de la Santa Vera-Cruz o de las siete escuadras, tomando el nombre de Cofradía de Siervos de Nuestra Señora de la Soledad y Santo Entierro. En 1949 fue bendecida e inaugurada una capilla en San Ildefonso. Desde 1958 tiene el título de Pontifica y Real cofradía del Santísimo Cristo Yacente y Nuestra Señora de la Soledad, de la cual es Gobernador Honorario, desde 1976, su majestad el rey, Don Juan Carlos I. El 15 de junio de 2013, Año de la Fe, la cofradía participó en la Fides Sancti Regni con el Stmo. Cristo Yacente.

## Sede
La sede fundacional de la cofradías fue el monasterio de Nuestra Señora de la Coronada de los Carmelitas Descalzos, actualmente desaparecido, en  1579 la cofradía se trasladó al convento de la Santísima Trinidad y Redención de los Cautivos de la orden trinitaria, también desaparecido, y en 1581 al Real Convento de San Francisco de Asís de la orden franciscana. Con la desamortización de Mendizábal pasó a su sede actual, la Basílica de San Ildefonso. 
|                                     |
| Escudo de los carmelitas descalzos. |

|                    |
| Escudo trinitario. |

|                             |
| Escudo de los franciscanos. |

|                            |
| Basílica de san Ildefonso. |

## Santo Entierro oficial
Se produce una división de la oficialidad de las cofradías del Viernes Santo en Jaén entre esta cofradía y la cofradía del Santo Sepulcro de la Iglesia de San Juan, dualizando la oficialidad del Santo Entierro un año cada una y siendo esta cofradía la oficial los años impares, aunque en la actualidad ambas cofradías salen en procesión a la vez, desde sus diferentes Iglesias.

## Iconografía
Santísimo Cristo Yacente
Fue tallado por Constantino Unghetti Álamo en 1959. Para su realización se inspiró en el cuerpo de la Sábana Santa de Turín, motivo por el cual mide 1,83 m. El estilo se encuentra en la línea de los esculpidos por Gregorio Fernández. En 2004 fue restaurado por Francisco Romero, quien le proporcionó una acertada encarnadura. El Santísimo Cristo realiza su procesión sin urna, sobre un paso procesional que perteneció a Nuestra Señora de La Piedad y cuyo canasto fue modelado en 1928.
Nuestra Señora de la Soledad

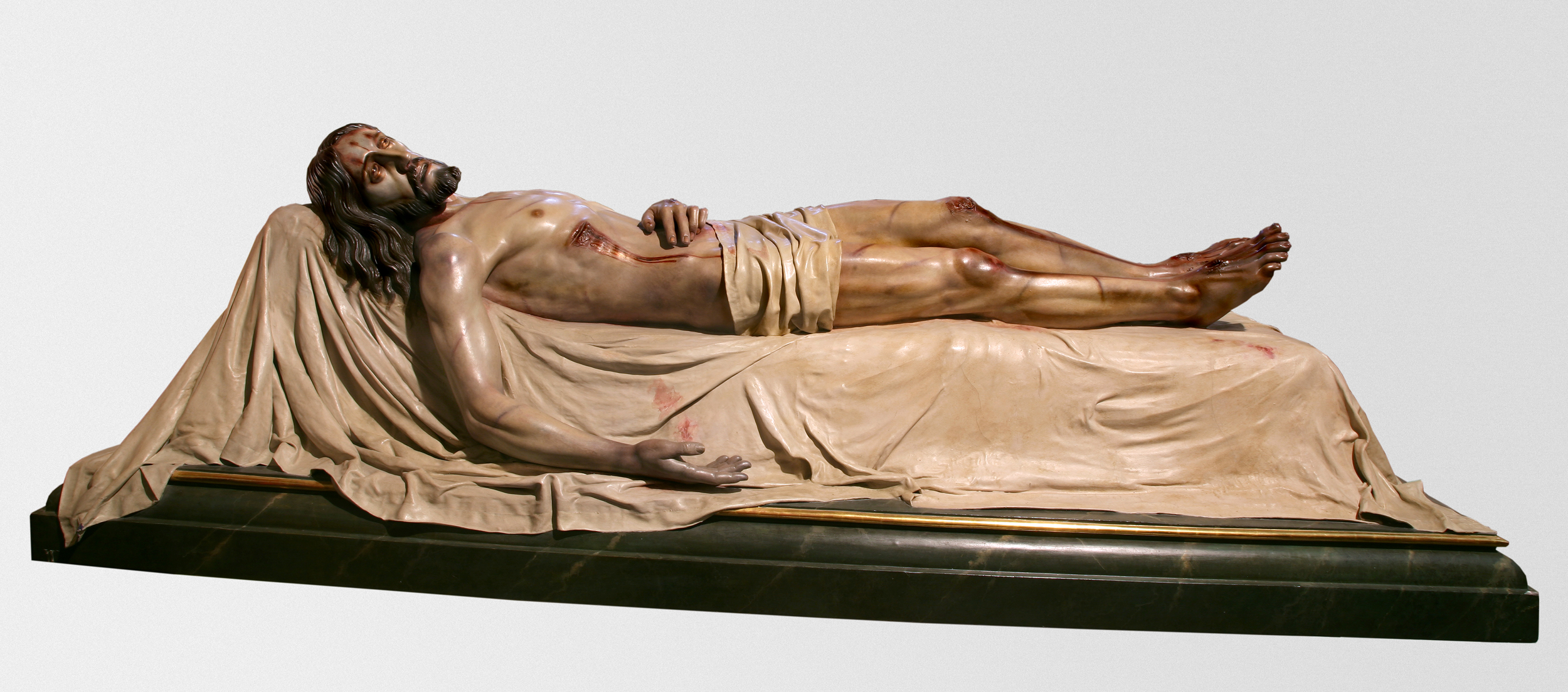
Santísimo Cristo Yacente.

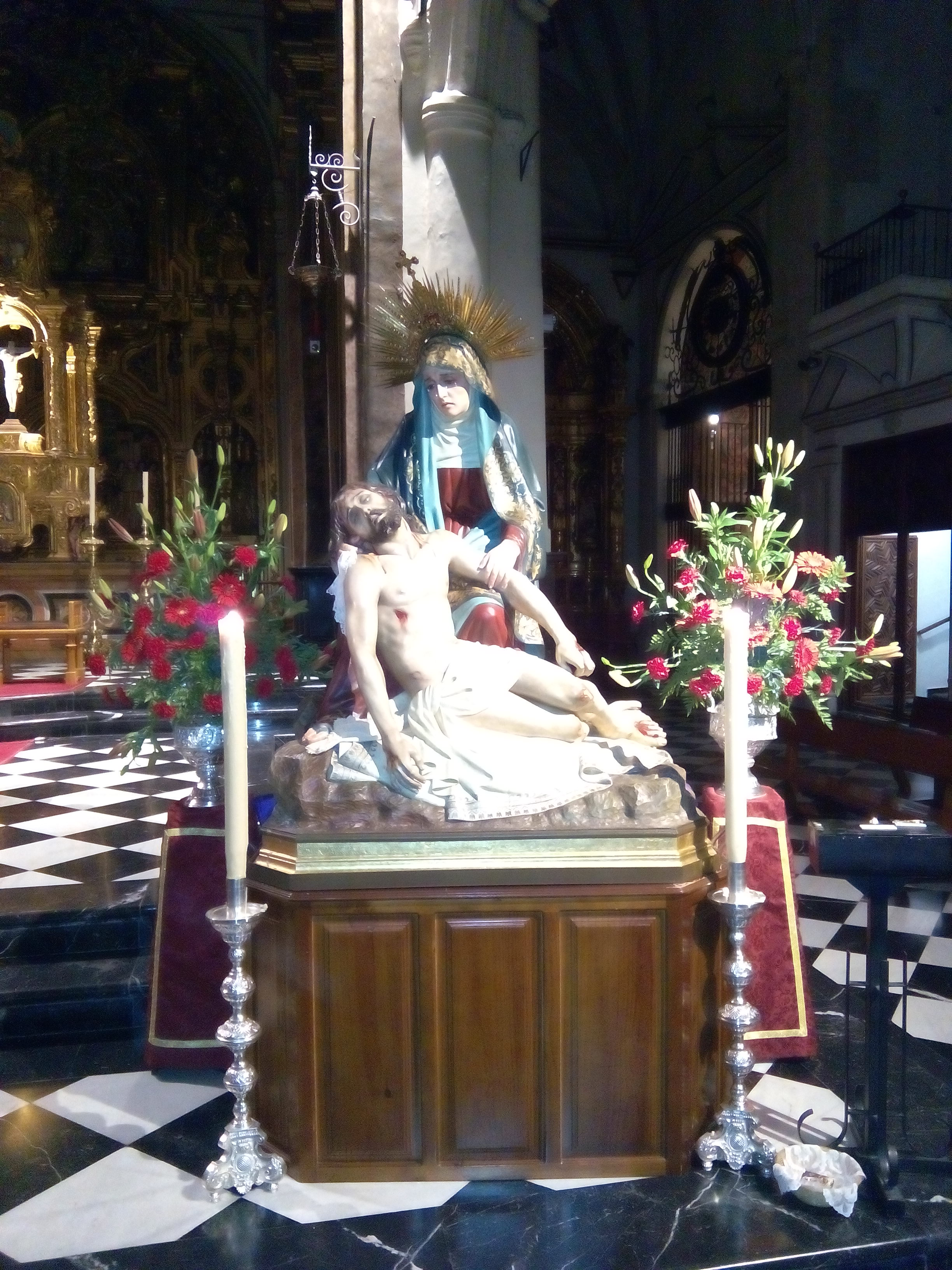
La Piedad.

Fue realizada en 1943 por Alfredo Muñoz Arcos y retallada en 2000 por los tallistas cordobeses Antonio Bernal Redondo y Francisco Romero Zafra quienes recibieron el encargo de hacer una réplica de la anterior imagen de la Soledad, cuya restauración resultó inviable. No obstante por voluntad de sus devotos las manos y mascarilla de la anterior se insertaron en el pecho de la actual. La técnica empleada para su hechura consistió en sacar de punto mediante pantógrafo el rostro de su predecesora. Nuestra Señora de la Soledad procesiona con saya y manto negro, bajo palio sostenido por diez varales.
San Juan Evangelista
Es una obra de Juan Abascal Fuentes, bendecida en 1968. Según Domínguez Cubero, Abascal muestra con ímpetu en la imagen de San Juan la corporeidad, tosquedad y reciedumbre de su textura, como emulando al naturalismo seiscentista. La imagen, que mide 1,80 m, se representa ataviada con túnica de terciopelo verde bordada en oro, adquirida a la Congregación de la Vera-Cruz (Jaén), y manto de pana rojo con galón dorado. 
La Piedad
El grupo escultórico es una obra anónima, la Virgen se presenta pensativa con la mirada perdida en una profunda reflexión, con dos lágrimas en sus mejillas; el Cristo por su parte, presenta énfasis en su anatomía sin lacerar, con heridas propias de la pasión con regueros de sangre, las piernas se recogen a un lado y la cabeza cae suavemente a un lado. Fue donada en 1918 por particulares al templo del Hospital de San Juan de Dios, propiedad de la Diputación de Jaén. Desde 1945 dicha institución cedía la imagen a la Cofradía de la Soledad para la procesión de Semana Santa. En 2013 la Cofradía de la Soledad y la Excelentísima Diputación Provincial de Jaén rubricaron un acuerdo de licencia de uso especial a favor de la Cofradía de la Soledad. En 2015 el conjunto escultórico fue restaurado por D. Antonio Parras Ruiz. Desde 1993 no participa en el desfile procesional.

## Pasos procesionales
Paso del Santísimo Cristo Yacente
El canasto, de 1928, fue adquirido a la cofradía de la Buena Muerte en 1974. Anteriormente a esta fecha había servido para procesionar a Nuestra Señora de las Angustias y a San Juan de la misma hermandad. Desde 1975 hasta 1993 se destinó para enaltecer a Nuestra Señora de La Piedad. Está tallado en madera de nogal y representa escenas de la Pasión. En 2013 fue adecuado para portar al Santísimo Cristo Yacente. El paso está aún en fase de reforma quedando todavía sin ejecutar los respiraderos. Del anterior paso se han conservado los cuatro angelitos de caoba (datados del siglo XIX) que escoltan al Stmo. Cristo.
Paso de palio
El paso es de 2006, los respiraderos están formados de malla dorada en la que van bordadas hojas y flores de cardo silvestre. En su base, delante de la candelería se albergan cuatro faroles; en los laterales, cuatro jarras; y dos candelabros de cola. Diez varales sujetan el techo de palio, en el que se halla una gloria con el motivo de la Cruz Desnuda. Las bambalinas tienen forma de cajón, la delantera contiene la tiara pontificia y la trasera el escudo de la reina Isabel II; los laterales se rematan con flores (rosas, azucenas, espigas y lirios).

## Traje de estatutos
Túnica, caperuz y capa negros, y cíngulo negro

## Procesión
La estación de penitencia lleva el siguiente orden:
Muñidor, Cruz de guía, Hermanos de luz, Estandarte del Cristo, Bandera pontificia, Autoridades y Presidencia, Trío de capilla, paso de cristo, Estandarte de la Virgen, Bandera concepcionista, Libro de estatutos, Guion de la Cofradía, Señoras vestidas con la mantilla española, Presidencia, cuerpo de camareras, paso de palio, Banda de música.

## Cultos
Los estatutos sólo determinan la celebración de un quinario en honor de los Santos Titulares. Sin embargo, la Cofradía también conmemora con solemnidad los Dolores de la Virgen, el 15 de septiembre, así como la onomástica de San Juan Evangelista, el 27 de diciembre.

## Paso por la carrera oficial
| Predecesor: Cofradía de Nuestro Padre Jesús Nazareno (Madrugada del Viernes Santo) | Orden de entrada en la carrera oficial (Viernes Santo) 1.er lugar | Sucesor: Congregación del Santo Sepulcro |